# Pachylus chilensis
Pachylus chilensis es una especie de arácnido  del orden Opiliones de la familia Gonyleptidae.

## Distribución geográfica
Se encuentra en Argentina y en Chile.

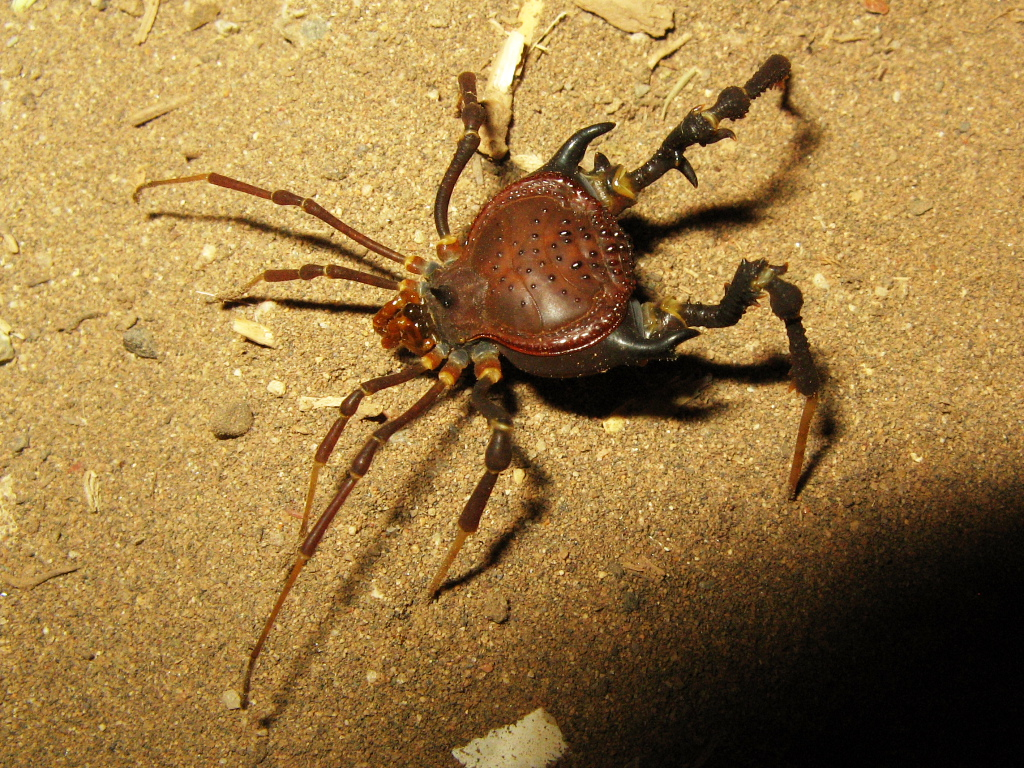
Pachylus chilensis